# Jae Fleischhacker in Chikago
Jae Fleischhacker in Chikago ist ein Dramenfragment von Bertolt Brecht, das 1924–1929 in Zusammenarbeit mit Elisabeth Hauptmann entstand. Thema sind Weizenspekulationen an der Warenterminbörse in Chicago und deren soziale Auswirkungen. Die Arbeit an dem Fragment soll Ausgangspunkt für die Entwicklung eines neuen Theaterkonzepts gewesen sein. Am 26. Juli 1926 notiert Elisabeth Hauptmann in ihr Tagebuch über Brechts Überlegungen:
„Dieses Stück sollte innerhalb einer Reihe Einzug der Menschheit in die großen Städte den aufsteigenden Kapitalismus zeigen. (…) Bevor er noch in dieser Richtung zumindest für ihn sehr wichtige Entdeckungen machte, wußte er aber, daß die bisherige (große) Form des Dramas für die Darstellung solcher modernen Prozesse, wie etwa die Verteilung des Weltweizens, sowie auch für Lebensläufe der Menschen unserer Zeit und überhaupt für alle Handlungen mit Folgen nicht geeignet war. ‚Diese Dinge‘, sagt B., ‚sind nicht dramatisch in unserem Sinn (…) wenn man sieht, daß unsere heutige Welt nicht mehr ins Drama paßt, dann paßt das Drama eben nicht mehr in die Welt.‘ Im Verlaufe dieser Studien stellte Brecht seine Theorie des ‚epischen Dramas‘ auf.“
Brecht versucht zunächst, sich über die Vorgänge an der Weizenbörse zu informieren. Erstes Material liefert der Roman „The Pit“ (1903) (dt. Die Getreidebörse) des Amerikaners Frank Norris. Nach einer Unterbrechung für das ähnlich gelagerte Projekt „Dan Drew“ recherchiert Brecht Anfang 1926 weitere Informationen zur Weizenbörse. Das Thema „Weizen“ ergibt die Möglichkeit, besonders drastisch die Folgen der Spekulationen zu zeigen, da durch die Marktmanipulationen Hungersnöte entstehen können. Er entschließt sich, das bisher Geschriebene mit dem Entwurf zu einem Hurrikanstück zusammenzuführen, das das Schicksal einer Familie darstellt, um auch die sozialen Folgen der Börsenaktionen zu erfassen. Elisabeth Hauptmann sammelt Zeitungsausschnitte, amerikanische Fachbegriffe und passende Eigennamen, Brecht sucht Kontakt zum Börsenexperten Dr. August Singer. Trotz konkreter Aufführungspläne für die Spielzeit 1927/28 der Piscator-Bühne bricht Brecht 1929 die Arbeit am Stoff ab. Hierzu ist von Brecht überliefert:
„Für ein bestimmtes Theaterstück brauchte ich als Hintergrund die Weizenbörse Chicagos. Ich dachte, durch einige Umfragen bei Spezialisten und Praktikern mir rasch die nötigen Kenntnisse verschaffen zu können. Die Sache kam anders. Niemand, weder einige bekannte Wirtschaftsschriftsteller noch Geschäftsleute – einem Makler, der an der Chicagoer Börse sein Leben lang gearbeitet hatte, reiste ich von Berlin bis nach Wien nach –, niemand konnte mir die Vorgänge an der Weizenbörse hinreichend erklären. Ich gewann den Eindruck, daß diese Vorgänge schlechthin unerklärlich, das heißt von der Vernunft nicht erfaßbar, und das heißt wieder einfach unvernünftig waren. Die Art, wie das Getreide der Welt verteilt wurde, war schlechthin unbegreiflich. Von jedem Standpunkt aus außer demjenigen einer Handvoll Spekulanten war dieser Getreidemarkt ein einziger Sumpf. Das geplante Drama wurde nicht geschrieben, statt dessen begann ich Marx zu lesen, und da, jetzt erst, las ich Marx. Jetzt erst wurden meine eigenen zerstreuten praktischen Erfahrungen und Eindrücke richtig lebendig.“
Brecht gibt an, er habe aufgrund des Fleischhackerstoffes mit intensiven Studien der ökonomischen Schriften von Karl Marx begonnen. Das Thema Warentermingeschäfte und Motive aus dem Fleischhackermaterial greift Brecht mit dem Stück Die heilige Johanna der Schlachthöfe wieder auf.
Die Schilderungen des Lebens in Chicago beruhen vor allem auf literarischen Quellen. Upton Sinclairs The Jungle gehört ebenso dazu wie Gustavus Myers „The History of Great American Fortunes“ (1907) und Bouck Whites „The Book of Daniel Drew“. Für die Darstellung des Geschehens an der Börse erstellt Elisabeth Hauptmann ein umfangreiches Exzerpt aus dem Roman „The Pit“ von Frank Norris, das Brecht sehr intensiv verwendet.
Die Fragmente schildern verschiedene Börsenstrategien. Dabei geht es im Kern um den Versuch einer Hausse-Spekulation. Jae versucht, ein Monopol auf Weizen zusammenzukaufen, um dann als einziger Besitzer hohe Preise diktieren zu können. Dabei kommen die Einflüsse verschiedener Faktoren auf den Markt zum Tragen. Um die sozialen Folgen der Spekulation zu zeigen, beschreibt Brecht den Zuzug der Farmerfamilie Mitchel nach Chicago und deren Untergang. Die Beziehung zwischen Familie und dem Großspekulanten stellt Brecht her, indem er Fleischhacker zum verlorenen Sohn der Familie erklärt. Brecht dachte auch daran, den anderen Sohn als Führer eines Streiks und damit als Gegenfigur zu gestalten. Drastisch gestalten Fragmente den Niedergang der Familie. Die Tochter, von der Familie als Prostituierte verkauft, bekennt sich offen zu ihren „schlechten Begierden“. Patrick Primavesi interpretiert diesen Umschlag von Verelendung in Begierde sowohl als „asoziales Moment“ als auch als revolutionäre Tendenz und bezieht sich dabei auf Brechts Überschrift: „Kate Mitchel kündigt ihrer Familie künftigen Aufruhr an“ (GBA S. 287).
Am 21. März 1998 fand die Uraufführung des Stücks im Berliner Ensemble unter der Regie von Thomas Heise statt, der zusammen mit Ute Scharfenberg die Bühnenfassung erstellte. Die Musik komponierte Wolfram Krabiell, ausgeführt wurde sie von der „Bolschewistischen Kurkapelle Schwarz-Rot“. Für den Deutschlandfunk und den Bayerischen Rundfunk erstellte Ulrich Gerhardt eine Bearbeitung, die am 21. Februar 1998 zum ersten Mal gesendet wurde.

## Textausgaben
- Bertolt Brecht: Jae Fleischhacker in Chikago, in: Große kommentierte Berliner und Frankfurter Ausgabe, Band 10.1, Stücke 10